# Wilhelm Baumgartner (Komponist)

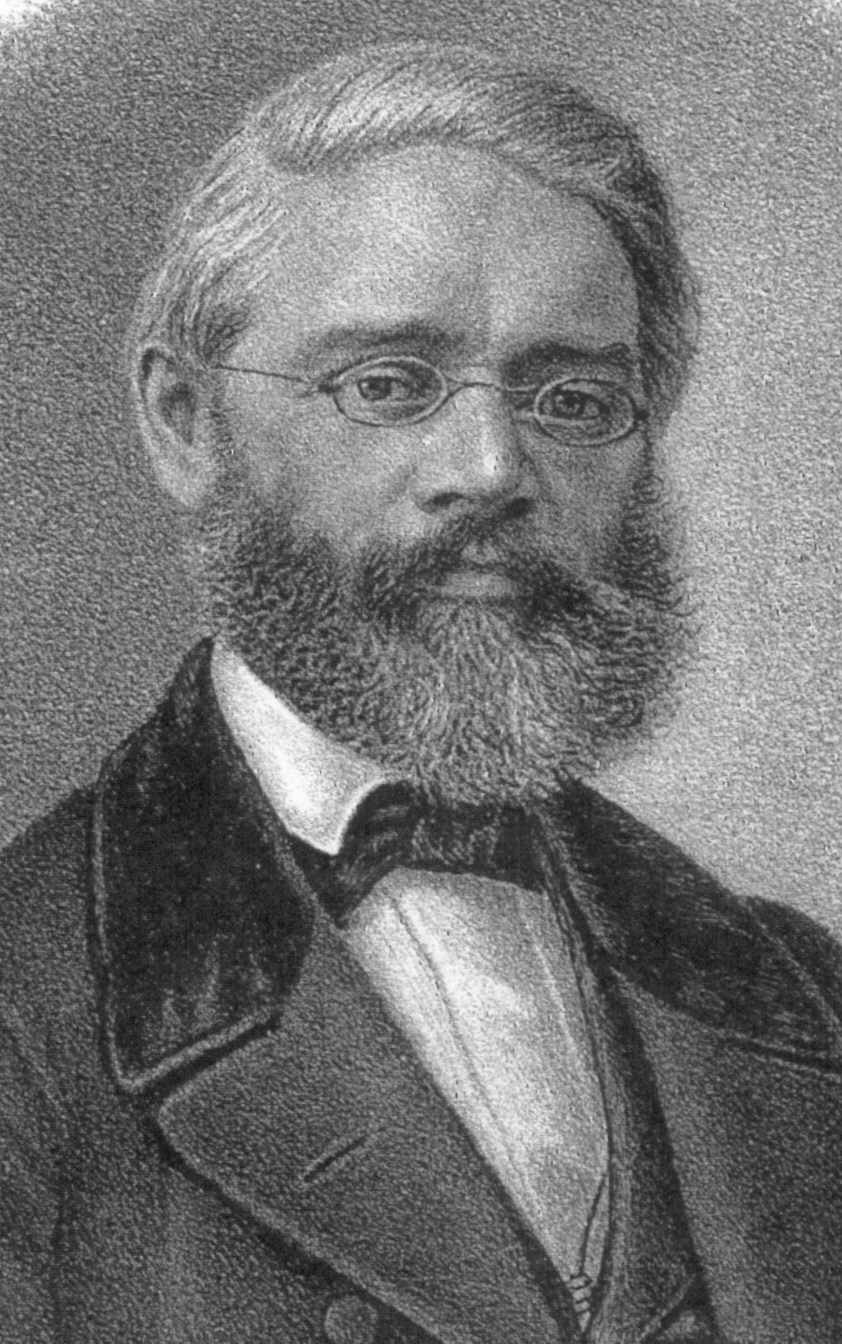
Wilhelm Baumgartner
(um 1850)

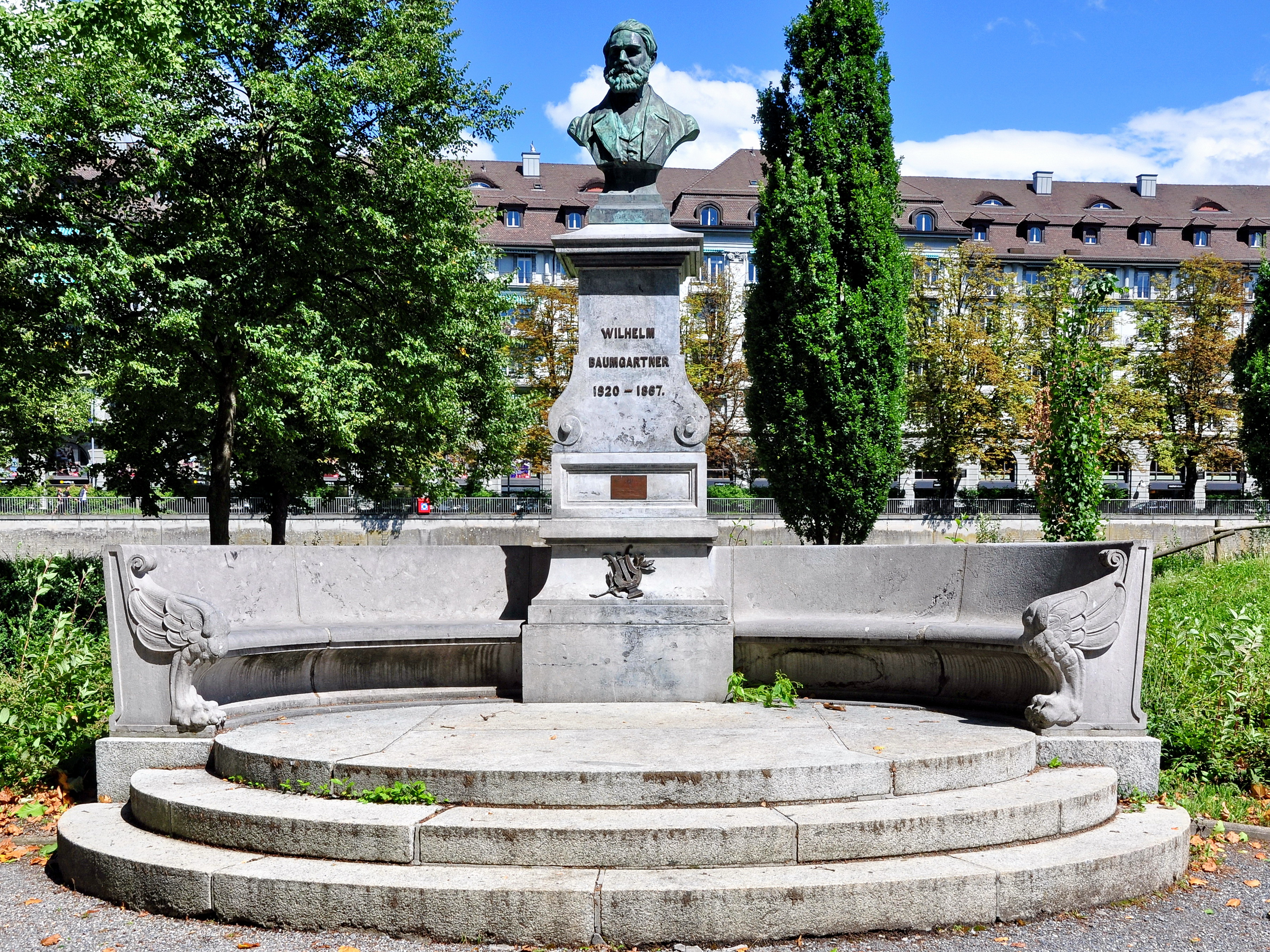
Wilhelm-Baumgartner-Denkmal im Platzspitz-Park in Zürich

Wilhelm Baumgartner (* 15. November 1820 in Rorschach; † 17. März 1867 in Zürich) war ein Schweizer Chordirigent, Pianist und Komponist von Klavierstücken, Kunstliedern und Chorwerken.

## Leben
Wilhelm Baumgartner war Sohn des Rorschacher Gemeindepolitikers und Gastwirts («zum Grünen Baum») Johannes Baumgartner. Er erhielt 1833–1836 seine erste musikalische Ausbildung beim katholischen Pfarrvikar Josef Waldmann in Messkirch und Überlingen, besuchte 1836–1838 das Gymnasium in St. Gallen und begann 1839 ein Literatur- und Philosophiestudium an der Universität Zürich.
Er widmete sich jedoch ausschliesslich der Musik, war von 1839 bis 1841 Klavierschüler von Alexander Müller und beteiligte sich als Sänger, Korrepetitor und bald auch als stellvertretender Chorleiter am umfangreichen Wirken seines Lehrers im Musikleben Zürichs. Nach zwei Jahren als privater Klavierlehrer in St. Gallen wandte er sich 1844 nach Berlin, wo ihn Felix Mendelssohn Bartholdy an Wilhelm Taubert verwies, bei dem er Komposition studierte. Auf seiner Rückreise 1845 lernte er in Dresden Richard Wagner kennen.
In Zürich wirkte Baumgartner bis zu seinem frühen Tod als Pianist, Komponist, Musikpädagoge, Berater der Klavierbaufirma Hüni & Hübert, vor allem aber als Chordirigent. Er leitete
- bis 1847 den Gesellengesangverein «Eintracht»
- 1849–1866 den Studentengesangverein Zürich (Zürcher Singstudenten)
- 1851–1862 als Nachfolger von Franz Abt den von Hans Georg Nägeli gegründeten Stadtsängerverein
- 1852–1862 den Zürcher Kantonalen Sängerverein
- 1862–1866 den Baumgartnerschen Männerchor, der sich 1867 mit dem Stadtsängerverein zum Männerchor Zürich vereinigte.

1859 wurde Baumgartner zum Musikdirektor der Universität Zürich ernannt. 1861 heiratete er Elise Hauck, Tochter des Zürcher Bäckers und Stadtrats Johann Melchior Hauck.
Baumgartner gehörte mit dem Politiker Johann Jakob Sulzer und dem Journalisten Bernhard Spyri (Ehemann Johanna Spyris) zu den engsten Vertrauten Richard Wagners während dessen Zürcher Exil (1849–1859) und trug zusammen mit Alexander Müller und Theodor Kirchner zum Erfolg von Wagners Bestrebungen bei, das Niveau musikalischer Aufführungen in Zürich zu heben. In Konzerten der Zürcher Allgemeinen Musikgesellschaft, aus der 1868 das Tonhalle-Orchester Zürich hervorging, trat er mehrfach als Klavierpartner der Pianistin und Sängerin Fanny Hünerwadel in Erscheinung, der er auch einige seiner Lieder widmete.
Seit 1846 war Baumgartner eng mit Gottfried Keller befreundet. Keller richtete während seines Deutschlandaufenthaltes an Baumgartner einige der für sein Leben und Werk aufschlussreichsten Briefe, so aus Heidelberg über seine Begegnung mit Ludwig Feuerbach und aus Berlin über seine Bemühungen um das Drama. Baumgartner seinerseits regte den Freund brieflich zum Studium der Wagnerschen kunsttheoretischen Schriften an:

«Von einer neuen Bekanntschaft wüsste ich Dir sehr viel zu schreiben: […] Richard Wagner, der mit dem ganzen Feuer seines Geistes und seiner Energie auf mich zündend einwirkt, ähnlich wie Feuerbach auf Dich, natürlich überwiegend in musikalischer Beziehung. Er ist durch und durch genialer Natur und in seiner Kunstanschauung durch und durch Revolutionär. Ich möchte Dich einstweilen auf seine hier geschriebene Arbeit, die er in Leipzig bei Wigand herausgab, aufmerksam machen, nämlich sein «Kunst und Revolution», besonders auf sein «Kunstwerk der Zukunft» (worunter er das Drama in Verbindung und Mitwirkung aller Künste verstanden wissen will.»

Baumgartners populärstes Lied
Mein Heimatland (um 1870)

Das Freundespaar war häufig zu Gast bei Wagner und den Wagner-Gönnern Mathilde Wesendonck und Eliza Wille. «Boom», wie seine Freunde ihn nannten, vertonte Kellersche Gedichte, so das vielgesungene O mein Heimatland! O mein Vaterland!.
Baumgartner verstarb in seinem 47. Lebensjahr, am 11. März 1867. Keller widmete ihm als Nachruf die Verse:
 Unser Spielmann war er treu und klug,

 Meister Wilhelm mit der rechten Weise,

 Und sein Sinn wie froher Fahnenflug, 

 Und sein Herz ertönte laut und leise!

 Lenz- und sommerlang, sein Spiel zur Hand,

 Ging er treulich mit dem Vaterland.
1891 wurde auf dem Zürcher Platzspitz das Wilhelm-Baumgartner-Denkmal von Jakob August Heer errichtet. Sein Grab befindet sich auf dem Friedhof Sihlfeld.

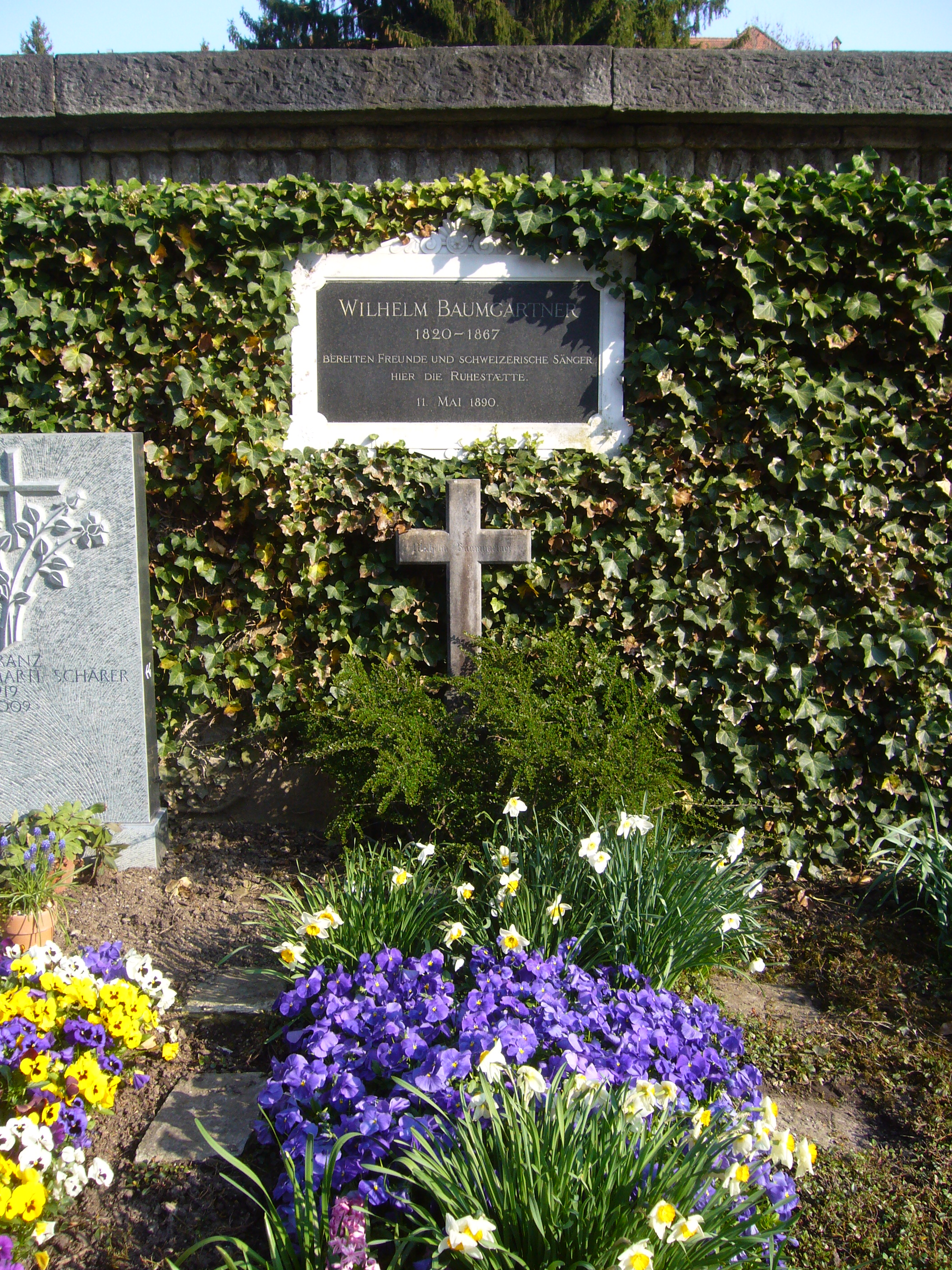
Grab Wilhelm Baumgartners, Friedhof Sihlfeld, Zürich

## Diskographie
- Richard Wagner und seine Zürcher Komponistenfreunde. Kompositionen von Wilhelm Baumgartner, Johann Carl Eschmann, Fanny Hünerwadel, Theodor Kirchner, Heinrich Schulz-Beuthen und Richard Wagner. Zsuzsa Alföldi (Sopran), Christoph Keller (Klavier). MGB Audio CD 6153 (1998).
- Mörike-Vertonungen aus der Schweiz. Kompositionen von Wilhelm Baumgartner, Willy Burkhard, Hermann Haller, Oskar Ulmer, Edward Staempfli, Felix Weingartner u. a. Tino Brütsch (Tenor), Yvonne Troxler (Klavier). MGB Audio CD 6211 (2004).
- Lieder der Heimat. Kompositionen von Wilhelm Baumgartner, Franz Schubert, Othmar Schoeck, Richard Flury, Emil Frey, Franz Liszt, Friedrich Niggli u. a. Regula Mühlemann (Sopran), Tatiana Korsunskaya (Klavier), Daniel Ottensamer (Klarinette), Konstantin Timokhine, Naturhorn. Sony Music CD (2019).